# 馬特拉查 (佛羅里達州)
馬特拉查（英語：Matlacha）是位於美國佛羅里達州李縣的一個人口普查指定地區。

## 地理
馬特拉查的座標為26°37′49″N 81°04′24″W / 26.63028°N 81.07333°W，而該地最高點為海拔高度0米（即0英尺）。

## 人口
根據2010年美國人口普查的數據，馬特拉查的面積為0.40平方千米，當中陸地面積為0.40平方千米，而水域面積為0.00平方千米。當地共有人口677人，而人口密度為每平方千米1,692人。